# Gustav Alexander Bielitz
Gustav Alexander Bielitz (* 27. Mai 1769 in Liebenwerda; † 24. Mai 1841 in Naumburg (Saale)) war ein deutscher Jurist.

## Leben
Gustav Alexander war der Sohn des Justizamtmanns und Kammerkommissionsrats in Liebenwerda Johann Alexander Bielitz und dessen Frau Johanna Sophia Dorothea (geb. Bergen). Nach anfänglicher Ausbildung durch den späteren Pfarrer in Bethau Adolf Ferdinand Goldammer, besuchte er zwei Jahre lang die Schule in Mühlberg/Elbe und absolvierte vom 16. Juni 1783 bis 31. Juli 1788 dem auf der sächsischen Landesschule Pforta eine weitere Ausbildung. Am 17. Oktober 1788 immatrikulierte er sich an der Universität Wittenberg und wechselte 1791 an die Universität Leipzig. 1792 bestand er sein Notarsexamen und arbeite dann unter seinem Stiefvater dem Amtmann und Kammerkommissionsrat in Frauenstein Christian August Kunad, zwei Jahre als Advokat u. Vizeakturarius in Frauenstein. Am 4. Juli 1794 wurde er zum Doktor der Rechtswissenschaften an der Wittenberger Leucorea promoviert. Im Anschluss an sein Studium begab sich dann nach Dresden, wo er bis 1811 praktizierte und literarisch tätig war. In Dresden wurde er Mitglied der Freimaurerloge Zum goldenen Apfel.
1819 ging er nach Naumburg, wo er privat mehrere Schriften verfasste. Besonders hervorzuheben ist sein Commentar zum Allgemeinen Landrecht für die preußischen Staaten. Dieser Kommentar, der in acht Bänden von 1823 bis 1830 in der Erstauflage erschien, ist der erste große Kommentar des preußischen Landrechts. Das Werk folgte dem Gesetzbuch in dessen Aufbau, und ihm gelang es, den ganzen umfangreichen Stoff klar vermittelnd darzustellen. Auf ihr fußt eine Reihe weiterer Kommentare des preußischen Rechts.
Als sonstige Arbeiten sind noch zu nennen Die preußische Justizverfassung in ihrer Eigentümlichkeit verglichen mit der sächsischen (1817, 1818), Handbuch des preußischen Kirchenrechts (1818, 1831), Erläuterungen des preußischen Gesetzes über die Mandats- summarischen und Bagatellprozess vom 1. Juni 1833 (1833) und die Ministerialinstruktion Analyse und Erläuterung des preußischen Gesetzes über das Rechtsmittel der Revision und Richtigkeitsbeschwerde vom 14. Dezember 1833 (1834). Des Weiteren verfasste er mehrere Abfassungen für die Kameralistische Zeitung und Hinschius' Juristische Wochenschrift. Ein vollständiges Verzeichnis seiner Schriften befindet sich in Engelmanns Bibliotheca juridica (Leipzig 1840, 1849).
Bielitz heiratete Johanne Charlotte Friederike Fleck. Gustav Bielitz war ein Sohn.

## Werkauswahl
- De Ivribus Singvlaribvs, Atqve Immvnitatibvs Ob Rem Metallicam In Saxonia Concessis : Dispvtatio Inavgvralis. Tschiedrich, Wittenberg, 1794,
- Anleitung zur Kenntniß des gesammten in Chursachsen geltenden bürgerlichen und Lehn-Rechts : in einer Reihe von Briefen zunächst für die Lektüre der gebildeten Stände bestimmt. Breitkopf, Leipzig, 1796, 1. Teil (Digitalisat), 2. Teil (Digitalisat), 3 Teil (Digitalisat),
- Versuch die von dem Verlagsrechte geltenden Grundsätze aus der Analogie der positiven Gesetze abzuleiten. Hilscher, Dresden, 1799, (Digitalisat)
- Über den verschiedenen Gerichtstand besonders in Chursachsen. Seeger, Leipzig, 1801, (Digitalisat)
- Die preußische Justizverfassung, in ihren Eigenthümlichkeiten verglichen mit der sächsischen : eine Anleitung für die aus dem sächsischen in den preußischen Dienst übergegangenen Justizbedienten, den neuen Geschäftsgang geschwind sich eigen zu machen. Renger, Halle (Saale), 1817, 1 Teil (Digitalisat), 2. Teil (Digitalisat), 3. Teil (Digitalisat),
- Handbuch des preußischen Kirchenrechts. Hartmann, Leipzig, 1818; 2. Aufl. Lehnhold, Leipzig, 1831;
- Handbuch des fiskalischen Untersuchungs-Prozesses im Preußischen. Webel, Zeitz, 1821, (Digitalisat); 2. Aufl., Keyser, Erfurt, 1826, (Digitalisat)
- Praktischer Kommentar zum allgemeinen Landrechte für die preußischen Staaten. Keyser, Erfurt, 1823–1830, 8. Bde.; Nachträge 1831–1832, 2 Bde.,
- Abhandlungen zur Erläuterung der preussischen Gesetze. Erfurt, 1831;
- Erläuterungen des Preußischen Gesetzes über den Mandats-, den sum[m]arischen und den Bagatellprozeß vom 1. Juni 1833. Wild, Naumburg, 1833; 2. Bde.; 2. Aufl. Keyser, Erfurt, 1835,
- Analyse und Erläuterungen des preußischen Gesetzes über die Rechtsmittel der Revision und Nichtigkeitsbeschwerde vom 14. Dezember 1833. Lehnhold, Leipzig, 1834, (Digitalisat)
- Darstellung der Rechtsverhältnisse beim Auszuge oder Altentheile, besonders nach preußischen Rechten. Pönike, Leipzig, 1838; 2. Aufl., Leipzig, 1848;
- Darstellung der Rechte des preußischen Fiskus. Heymann, Berlin, 1839;
- Darstellung der Rechts-Verhältnisse des Adels in Preussen : Nebst einem Anhange von adlichen Gütern, und den mit dem Besitze verbundenen Rechten. Heymann, Berlin, 1840, (Digitalisat);
- Darstellung der Verfassung und Verwaltung der Polizei in Preußen : ein Hülfsbuch für Landräthe, Magistratspersonen und Polizeibeamte in Städten, Gutsherrschaften und Polizeischulzen auf dem lande, und Gensdarmen. Kollmann, Leipzig, 1841,